# Sompérékou
Sompérékou ist ein Arrondissement im Departement Alibori in Benin. Es ist eine Verwaltungseinheit, die der Gerichtsbarkeit der Gemeinde Banikoara untersteht. Gemäß der Volkszählung von 2002 hatte Sompérékou 14.748 Einwohner, davon waren 7495 männlich und 7253 weiblich.